# Залужный, Владимир Иванович
Владимир Иванович Залужный — советский хозяйственный, государственный и политический деятель.

## Биография
Родился в 1919 году в деревне Швали. Член ВКП(б) с 1942 года.
С 1941 года — на хозяйственной, общественной и политической работе. В 1941—1993 гг. — в Московском народном ополчении, секретарь комитета ВЛКСМ Московского института инженеров железнодорожного транспорта, инструктор, ответственный организатор Организационно-инструкторского отдела ЦК ВЛКСМ, 1-й секретарь Кемеровского областного комитета ВЛКСМ, заведующий Отделом по работе среди рабочей молодёжи, секретарь ЦК ВЛКСМ, инспектор ЦК КПСС, заместитель заведующего Общим отделом ЦК КПСС, 2-й секретарь Кемеровского областного комитета КПСС, заместитель председателя Комитета партийно-государственного контроля ЦК КПСС и СМ СССР, заместитель председателя Комитета народного контроля СССР, заместитель министра жилищно-коммунального хозяйства РСФСР, ответственный секретарь коллегии Министерства химической промышленности СССР, и. о. старшего научного сотрудника отдела № 11 Научно-исследовательского центра космической документации СССР, инструктор Управления кадров ВЦСПС, начальник Хозяйственного отдела Государственного музея обороны Москвы.
Умер в 1995 году в Москве.

## Награды
- Орден Отечественной войны I степени (11.03.1985)
- 3 ордена Трудового Красного Знамени (в т.ч. 28.10.1948)
- Орден Красной Звезды
- Орден «Знак Почёта»